# Minha História, Minha Vida
Minha História, Minha Vida é o quarto álbum de estúdio do cantor norte-irlandês David Quinlan, lançado em maio de 2016 com distribuição da gravadora Som Livre. O disco contém músicas do artista regravadas com novos arranjos, com participações de Heloisa Rosa, Nívea Soares, Marcos Witt, Coral Kemuel e sua filha, Angel Quinlan.

## Faixas
1. "Canção da Alegria"
2. "Eu sou de Cristo"
3. "Acende o Fogo em Mim"
4. "Este é o Som da Tua Noiva"
5. "Quando Estou Ao Seu Lado"
6. "Face a Face"
7. "Eu Só Quero Te Amar"
8. "Abraça-me"
9. "Jesus Amado da Minha Alma"
10. "Estou Aqui Por Ti"
11. "Abra os Olhos do Meu Coração"
12. "Águas Profundas"